# Monika Walerowicz
Monika Walerowicz (* 1971 in Bydgoszcz) ist eine polnische Opern-, Oratorien-, Lied- und Konzertsängerin (Mezzosopran).

## Leben
Walerowicz studierte in ihrer Geburtsstadt an der dortigen Musikakademie Bratsche, Schauspiel und Gesang. Ihre Gesangs- und Schauspielausbildung schloss sie 1997 mit Auszeichnung ab. Folgend unterrichtete Monika Walerowicz Gesang an ihrer Ausbildungsstätte, wo sie zusätzlich im Jahr 2001 promovierte. 
Ihr Operndebüt gab sie 1999 an der Staatsoper in Łódź als Dame der Lady Macbeth in Macbeth. Daran schlossen sich Auftritte unter anderen an den Musikbühnen in Warschau, Stettin, Porto, Linz und Kassel an. Ab der Spielzeit 2004/05 war Walerowicz festes Ensemblemitglied am Staatstheater Kassel. Später trat sie dort weiterhin als Gast auf. Seit der Spielzeit 2009/10 gehört sie dem Ensemble der Staatsoper Hannover an. Des Weiteren gastierte sie bisher am Theater Lübeck, am Staatstheater Karlsruhe, Opernhaus Kiel, am Staatstheater Oldenburg, am Theater Trier, am Hessischen Staatstheater in Wiesbaden und in Nürnberg.
Zu ihrem Rollenrepertoire gehören: Hänsel (Hänsel und Gretel), Komponist (Ariadne auf Naxos), Isabella (Die Italienerin in Algier), Laura (La Gioconda), die Titelrolle in Carmen, Prinzessin Eboli (Don Carlos), Donna Elvira (Don Giovanni), Cherubino (Die Hochzeit des Figaro) und Muse/Niklaus (Hoffmanns Erzählungen).
Das Konzertrepertoire von Monika Walerowicz reicht vom Frühbarock über geistliche Werke bis zur Moderne.
Sie ist mehrfache Preisträgerin nationaler und internationaler Gesangswettbewerbe. Sie war z. B. Finalistin in Siena, gewann den 1. Preis beim Warschauer Internationalen Wettbewerb Moniuszko, den Grand Prix Paderewski in Bydgoszcz sowie den 1. Preis beim Ada-Sari-Wettbewerb in Nowy Sącz.